# Grande Prêmio da Itália de 2021
O Grande Prêmio da Itália de 2021 (formalmente denominado Formula 1 Heineken Gran Premio D'Italia 2021) foi a décima quarta etapa da temporada de 2021 da Fórmula 1. Foi disputado no dia 12 de setembro de 2021 no Autódromo Nacional de Monza, em Monza, Itália. A corrida foi vencida por Daniel Ricciardo que não vencia desde o Grande Prêmio de Mônaco de 2018. A McLaren encerrou o jejum de vitórias que durava desde o Grande Prêmio do Brasil de 2012 e também a dobradinha da equipe, o que não acontecia desde o Grande Prêmio do Canadá de 2010.
A corrida marcou mais uma polêmica entre Max Verstappen e Lewis Hamilton na disputa do campeonato. O piloto da Mercedes entrou no caminho do holandês, que não deu margem para o adversário, e os dois se encontraram na pista. Verstappen passando por cima do carro de Hamilton; o pneu traseiro direito chegou perto da cabeça de Hamilton, mas o halo conteve o impacto do carro e os dois pararam na brita, acionando a bandeira amarela e o carro de segurança.

## Relatório

### Limites da Pista
Os limites de pista serão monitorados na Variante del Rettifilo (curvas 1 e 2), na Variante della Roggia (4 e 5) e na Parabolica Michele Alboreto (11):
Curvas 1 e 2 (Variante del Rettifilo)
A freada mais forte do circuito de Monza, localizada logo após a reta dos boxes. É um dos principais pontos de ultrapassagem e palco de confusões após a largada.
Curvas 4 e 5 (Variante della Roggia)
Localizada no início do segundo setor, é um trecho importante para preparar o contorno das duas Curvas di Lesmo. Qualquer piloto que passar reto e não atingir os obstáculos pretos e amarelos colocados antes da zebra da tangência da segunda perna da chicane terá de ficar à direita da linha amarela e do cone e só poderá voltar à pista depois da saída da curva.
Curva 11 (Parabolica Michele Alboreto)
A curva mais rápida e desafiadora do circuito de Monza e que antecede a reta dos boxes. O Automobile Club d’Italia, responsável pela administração do circuito de Monza, anunciou que irá rebatizar a famosa curva ‘Parabólica’ como ‘Curva Parabolica Michele Alboreto’. Trata-se de uma homenagem a Michele Alboreto, piloto italiano que morreu no dia 25 de abril de 2001 ao sofrer um acidente testando o novo Audi R8 no circuito de Lausitzring, na Alemanha.

## Pneus
| Nome do composto | Cor | Banda de rolamento | Condições de Tempo | Dry Type                           | Aderência       | Longevidade   |
| ---------------- | --- | ------------------ | ------------------ | ---------------------------------- | --------------- | ------------- |
| Macio (C4)       |     | Slick (P Zero)     | Seco               | Soft                               | Mais aderência  | Menos durável |
| Médio (C3)       |     | Slick (P Zero)     | Seco               | Medium                             | Médio           | Médio         |
| Duro (C2)        |     | Slick (P Zero)     | Seco               | Hard                               | Menos aderência | Mais durável  |
| Intermediário    |     | Sulcos (Cinturato) | Molhado            | Intermediate (água não estagnante) | —               | —             |
| Chuva            |     | Sulcos (Cinturato) | Molhado            | Wet (água estagnante)              | —               | —             |

| Escolhas de Pneus de cada piloto para o GP da Itália: | Escolhas de Pneus de cada piloto para o GP da Itália: | Escolhas de Pneus de cada piloto para o GP da Itália: | Escolhas de Pneus de cada piloto para o GP da Itália: | Escolhas de Pneus de cada piloto para o GP da Itália: | Escolhas de Pneus de cada piloto para o GP da Itália: |
| ----------------------------------------------------- | ----------------------------------------------------- | ----------------------------------------------------- | ----------------------------------------------------- | ----------------------------------------------------- | ----------------------------------------------------- |
| Nº                                                    | Pilotos                                               | Equipe(s)                                             | Duro                                                  | Médio                                                 | Macio                                                 |
| 44                                                    | Lewis Hamilton                                        | Mercedes                                              |                                                       |                                                       |                                                       |
| 77                                                    | Valtteri Bottas                                       | Mercedes                                              |                                                       |                                                       |                                                       |
| 11                                                    | Sergio Pérez                                          | Red Bull Racing-Honda                                 |                                                       |                                                       |                                                       |
| 33                                                    | Max Verstappen                                        | Red Bull Racing-Honda                                 |                                                       |                                                       |                                                       |
| 3                                                     | Daniel Ricciardo                                      | McLaren-Mercedes                                      |                                                       |                                                       |                                                       |
| 4                                                     | Lando Norris                                          | McLaren-Mercedes                                      |                                                       |                                                       |                                                       |
| 5                                                     | Sebastian Vettel                                      | Aston Martin-Mercedes                                 |                                                       |                                                       |                                                       |
| 18                                                    | Lance Stroll                                          | Aston Martin-Mercedes                                 |                                                       |                                                       |                                                       |
| 14                                                    | Fernando Alonso                                       | Alpine-Renault                                        |                                                       |                                                       |                                                       |
| 31                                                    | Esteban Ocon                                          | Alpine-Renault                                        |                                                       |                                                       |                                                       |
| 16                                                    | Charles Leclerc                                       | Ferrari                                               |                                                       |                                                       |                                                       |
| 55                                                    | Carlos Sainz Jr.                                      | Ferrari                                               |                                                       |                                                       |                                                       |
| 10                                                    | Pierre Gasly                                          | AlphaTauri-Honda                                      |                                                       |                                                       |                                                       |
| 22                                                    | Yuki Tsunoda                                          | AlphaTauri-Honda                                      |                                                       |                                                       |                                                       |
| 7                                                     | Kimi Raikkonen                                        | Alfa Romeo-Ferrari                                    |                                                       |                                                       |                                                       |
| 99                                                    | Antonio Giovinazzi                                    | Alfa Romeo-Ferrari                                    |                                                       |                                                       |                                                       |
| 9                                                     | Nikita Mazepin                                        | Haas-Ferrari                                          |                                                       |                                                       |                                                       |
| 47                                                    | Mick Schumacher                                       | Haas-Ferrari                                          |                                                       |                                                       |                                                       |
| 6                                                     | Nicholas Latifi                                       | Williams-Mercedes                                     |                                                       |                                                       |                                                       |
| 63                                                    | George Russell                                        | Williams-Mercedes                                     |                                                       |                                                       |                                                       |

## Resultados

### Treino classificatório
| 1                        | 77 | Valtteri Bottas    | Mercedes              | 1:20.685 | 1:20.032 | 1:19.555 | 1  |
| 2                        | 44 | Lewis Hamilton     | Mercedes              | 1:20.543 | 1:19.936 | 1:19.651 | 2  |
| 3                        | 33 | Max Verstappen     | Red Bull Racing-Honda | 1:21.035 | 1:20.229 | 1:19.966 | 3  |
| 4                        | 4  | Lando Norris       | McLaren-Mercedes      | 1:20.916 | 1:20.059 | 1:19.989 | 4  |
| 5                        | 3  | Daniel Ricciardo   | McLaren-Mercedes      | 1:21.292 | 1:20.435 | 1:19.995 | 5  |
| 6                        | 10 | Pierre Gasly       | AlphaTauri-Honda      | 1:21.440 | 1:20.556 | 1:20.260 | 6  |
| 7                        | 55 | Carlos Sainz Jr.   | Ferrari               | 1:21.118 | 1:20.750 | 1:20.462 | 7  |
| 8                        | 16 | Charles Leclerc    | Ferrari               | 1:21.219 | 1:20.767 | 1:20.510 | 8  |
| 9                        | 11 | Sergio Pérez       | Red Bull Racing-Honda | 1:21.308 | 1:20.882 | 1:20.611 | 9  |
| 10                       | 99 | Antonio Giovinazzi | Alfa Romeo-Ferrari    | 1:21.197 | 1:20.726 | 1:20.808 | 10 |
| 11                       | 5  | Sebastian Vettel   | Aston Martin-Mercedes | 1:21.394 | 1:20.913 | —        | 11 |
| 12                       | 18 | Lance Stroll       | Aston Martin-Mercedes | 1:21.415 | 1:21.020 | —        | 12 |
| 13                       | 14 | Fernando Alonso    | Alpine-Renault        | 1:21.487 | 1:21.069 | —        | 13 |
| 14                       | 31 | Esteban Ocon       | Alpine-Renault        | 1:21.500 | 1:21.103 | —        | 14 |
| 15                       | 63 | George Russell     | Williams-Mercedes     | 1:21.890 | 1:21.392 | —        | 15 |
| 16                       | 6  | Nicholas Latifi    | Williams-Mercedes     | 1:21.925 | —        | —        | 16 |
| 17                       | 22 | Yuki Tsunoda       | AlphaTauri-Honda      | 1:21.973 | —        | —        | 17 |
| 18                       | 47 | Mick Schumacher    | Haas-Ferrari          | 1:22.248 | —        | —        | 18 |
| 19                       | 88 | Robert Kubica      | Alfa Romeo-Ferrari    | 1:22.530 | —        | —        | 19 |
| 20                       | 9  | Nikita Mazepin     | Haas-Ferrari          | 1:22.716 | —        | —        | 20 |
| Tempo dos 107%: 1:26.181 |    |                    |                       |          |          |          |    |
| Fonte:                   |    |                    |                       |          |          |          |    |

### Corrida classificatória
| 1                                                                                 | 77 | Valtteri Bottas    | Mercedes              | 18 | 27:54.078 | 1  | 19 | 3 |
| 2                                                                                 | 33 | Max Verstappen     | Red Bull Racing-Honda | 18 | +2.325    | 3  | 1  | 2 |
| 3                                                                                 | 3  | Daniel Ricciardo   | McLaren-Mercedes      | 18 | +14.534   | 5  | 2  | 1 |
| 4                                                                                 | 4  | Lando Norris       | McLaren-Mercedes      | 18 | +18.835   | 4  | 3  |   |
| 5                                                                                 | 44 | Lewis Hamilton     | Mercedes              | 18 | +20.011   | 2  | 4  |   |
| 6                                                                                 | 16 | Charles Leclerc    | Ferrari               | 18 | +23.442   | 8  | 5  |   |
| 7                                                                                 | 55 | Carlos Sainz Jr.   | Ferrari               | 18 | +27.952   | 7  | 6  |   |
| 8                                                                                 | 99 | Antonio Giovinazzi | Alfa Romeo-Ferrari    | 18 | +31.089   | 10 | 7  |   |
| 9                                                                                 | 11 | Sergio Pérez       | Red Bull Racing-Honda | 18 | +31.680   | 9  | 8  |   |
| 10                                                                                | 18 | Lance Stroll       | Aston Martin-Mercedes | 18 | +38.671   | 12 | 9  |   |
| 11                                                                                | 14 | Fernando Alonso    | Alpine-Renault        | 18 | +39.795   | 13 | 10 |   |
| 12                                                                                | 5  | Sebastian Vettel   | Aston Martin-Mercedes | 18 | +41.177   | 11 | 11 |   |
| 13                                                                                | 31 | Esteban Ocon       | Alpine-Renault        | 18 | +43.373   | 14 | 12 |   |
| 14                                                                                | 6  | Nicholas Latifi    | Williams-Mercedes     | 18 | +45.977   | 16 | 13 |   |
| 15                                                                                | 63 | George Russell     | Williams-Mercedes     | 18 | +46.821   | 15 | 14 |   |
| 16                                                                                | 22 | Yuki Tsunoda       | AlphaTauri-Honda      | 18 | + 49.977  | 17 | 15 |   |
| 17                                                                                | 9  | Nikita Mazepin     | Haas-Ferrari          | 18 | +1:02.599 | 20 | 17 |   |
| 18                                                                                | 88 | Robert Kubica      | Alfa Romeo-Ferrari    | 18 | +1:05.096 | 19 | 16 |   |
| 19                                                                                | 47 | Mick Schumacher    | Haas-Ferrari          | 18 | +1:06.154 | 18 | 18 |   |
| Ret                                                                               | 10 | Pierre Gasly       | AlphaTauri-Honda      | 0  | Acidente  | 6  | PL |   |
| Volta mais rápida: Max Verstappen (Red Bull Racing-Honda) – 1:23.502 (na volta 9) |    |                    |                       |    |           |    |    |   |
| Fonte:                                                                            |    |                    |                       |    |           |    |    |   |

### Corrida
| Pos.                                                                            | Nu. | Piloto             | Construtor            | Voltas | Tempo/Retirado | Pit Stop | Pneus                                                         | Grid | Pontos |
| ------------------------------------------------------------------------------- | --- | ------------------ | --------------------- | ------ | -------------- | -------- | ------------------------------------------------------------- | ---- | ------ |
| 1                                                                               | 3   | Daniel Ricciardo   | McLaren-Mercedes      | 53     | 1:21:54.367    | 1        | Médio C3 Novo · Duro C2 Novo                                  | 2    | 25+1   |
| 2                                                                               | 4   | Lando Norris       | McLaren-Mercedes      | 53     | +1.747         | 1        | Médio C3 Novo · Duro C2 Novo                                  | 3    | 18     |
| 3                                                                               | 77  | Valtteri Bottas    | Mercedes              | 53     | +4.921         | 1        | Duro C2 Novo · Médio C3 Novo                                  | 19   | 15     |
| 4                                                                               | 16  | Charles Leclerc    | Ferrari               | 53     | +7.309         | 1        | Médio C3 Novo · Duro C2 Novo                                  | 5    | 12     |
| 5                                                                               | 11  | Sergio Pérez       | Red Bull Racing-Honda | 53     | +8.723         | 1        | Médio C3 Novo · Duro C2 Novo                                  | 8    | 10     |
| 6                                                                               | 55  | Carlos Sainz Jr.   | Ferrari               | 53     | +10.535        | 1        | Médio C3 Novo · Duro C2 Novo                                  | 6    | 8      |
| 7                                                                               | 18  | Lance Stroll       | Aston Martin-Mercedes | 53     | +15.804        | 1        | Médio C3 Usado · Duro C2 Usado                                | 9    | 6      |
| 8                                                                               | 14  | Fernando Alonso    | Alpine-Renault        | 53     | +17.201        | 1        | Médio C3 Novo · Duro C2 Novo                                  | 10   | 4      |
| 9                                                                               | 63  | George Russell     | Williams-Mercedes     | 53     | +19.742        | 1        | Médio C3 Novo · Duro C2 Novo                                  | 14   | 2      |
| 10                                                                              | 31  | Esteban Ocon       | Alpine-Renault        | 53     | +20.868        | 1        | Médio C3 Novo · Duro C2 Novo                                  | 12   | 1      |
| 11                                                                              | 6   | Nicholas Latifi    | Williams-Mercedes     | 53     | +23.743        | 1        | Médio C3 Novo · Duro C2 Novo                                  | 13   |        |
| 12                                                                              | 5   | Sebastian Vettel   | Aston Martin-Mercedes | 53     | +24.621        | 2        | Médio C3 Usado · Duro C2 Usado · Médio C3 Usado               | 12   |        |
| 13                                                                              | 99  | Antonio Giovinazzi | Alfa Romeo-Ferrari    | 53     | +27.216        | 2        | Médio C3 Novo · Duro C2 Novo · Médio C3 Novo                  | 7    |        |
| 14                                                                              | 88  | Robert Kubica      | Alfa Romeo-Ferrari    | 53     | +29.769        | 1        | Duro C2 Novo · Médio C3 Novo                                  | 16   |        |
| 15                                                                              | 47  | Mick Schumacher    | Haas-Ferrari          | 53     | +51.088        | 1        | Médio C3 Novo · Duro C2 Novo                                  | 18   |        |
| Ret                                                                             | 9   | Nikita Mazepin     | Haas-Ferrari          | 43     | Motor          | 3        | Médio C3 Novo · Macio C4 Usado · Duro C2 Novo · Macio C4 Novo | 17   |        |
| Ret                                                                             | 44  | Lewis Hamilton     | Mercedes              | 26     | Colisão        | 1        | Duro C2 Novo · Médio C3 Novo                                  | 4    |        |
| Ret                                                                             | 33  | Max Verstappen     | Red Bull Racing-Honda | 26     | Colisão        | 1        | Médio C3 Novo · Duro C2 Novo                                  | 1    |        |
| Ret                                                                             | 10  | Pierre Gasly       | AlphaTauri-Honda      | 4      | Abandonou      | 0        | Duro C2 Novo                                                  | PL   |        |
| NL                                                                              | 22  | Yuki Tsunoda       | AlphaTauri-Honda      | 0      | Não largou     | 0        | —                                                             | 15   |        |
| Volta mais rápida: Daniel Ricciardo (McLaren-Mercedes) – 1:24.812 (na volta 53) |     |                    |                       |        |                |          |                                                               |      |        |
| Fonte:                                                                          |     |                    |                       |        |                |          |                                                               |      |        |

## Voltas na liderança
| Nº de Voltas | Piloto           | Voltas      |
| ------------ | ---------------- | ----------- |
| 48           | Daniel Ricciardo | 1–21; 27–53 |
| 2            | Lewis Hamilton   | 24–25       |
| 1            | Max Verstappen   | 22          |
| 1            | Lando Norris     | 23          |
| 1            | Charles Leclerc  | 26          |

## Curiosidades
- Primeira vitória da McLaren desde o Grande Prêmio do Brasil de 2012 com Jenson Button.
- Primeira vitória e pódio de Daniel Ricciardo pela McLaren e o primeiro pódio dele desde o Grande Prêmio da Emília-Romanha de 2020.
- Daniel Ricciardo volta a vencer desde o Grande Prêmio de Mônaco de 2018.
- Foi o primeiro abandono de Lewis Hamilton desde o Grande Prêmio da Áustria de 2018.

## 2021DHLFastest Pit Stop Award

### Resultado
| 1      | 3  | Daniel Ricciardo | McLaren-Mercedes      | 2.40 | 25 |
| 2      | 11 | Sergio Pérez     | Red Bull Racing-Honda | 2.49 | 18 |
| 3      | 63 | George Russell   | Williams-Mercedes     | 2.56 | 15 |
| 4      | 55 | Carlos Sainz Jr. | Ferrari               | 2.61 | 12 |
| 5      | 88 | Robert Kubica    | Alfa Romeo-Ferrari    | 2.71 | 10 |
| 6      | 4  | Lando Norris     | McLaren-Mercedes      | 2.73 | 8  |
| 7      | 77 | Valtteri Bottas  | Mercedes              | 2.76 | 6  |
| 8      | 16 | Charles Leclerc  | Ferrari               | 2.84 | 4  |
| 9      | 6  | Nicholas Latifi  | Williams-Mercedes     | 2.98 | 2  |
| 10     | 47 | Mick Schumacher  | Haas-Ferrari          | 3.10 | 1  |
| Fonte: |    |                  |                       |      |    |

### Classificação
| Tabela do DHL Fastest Pit Stop Award \| Pos \| Construtor \| Pontos \| \| --- \| --------------------- \| ------ \| \| 1 \| Red Bull Racing-Honda \| 347 \| \| 2 \| Mercedes \| 168 \| \| 3 \| Williams-Mercedes \| 161 \| \| 4 \| Alfa Romeo-Ferrari \| 139 \| \| 5 \| Aston Martin-Mercedes \| 134 \| \| 6 \| Alpine-Renault \| 108 \| \| 7 \| Ferrari \| 106 \| \| 8 \| McLaren-Mercedes \| 87 \| \| 9 \| AlphaTauri-Honda \| 62 \| \| 10 \| Haas-Ferrari \| 1 \| |                       |        |
| Pos | Construtor            | Pontos |
| 1 | Red Bull Racing-Honda | 347    |
| 2 | Mercedes              | 168    |
| 3 | Williams-Mercedes     | 161    |
| 4 | Alfa Romeo-Ferrari    | 139    |
| 5 | Aston Martin-Mercedes | 134    |
| 6 | Alpine-Renault        | 108    |
| 7 | Ferrari               | 106    |
| 8 | McLaren-Mercedes      | 87     |
| 9 | AlphaTauri-Honda      | 62     |
| 10 | Haas-Ferrari          | 1      |

## Tabela do campeonato após a corrida
Somente as cinco primeiras posições estão incluídas nas tabelas.
| Pos | Piloto          | Pontos | Var |
| --- | --------------- | ------ | --- |
| 1   | Max Verstappen  | 226.5  | 0   |
| 2   | Lewis Hamilton  | 221.5  | 0   |
| 3   | Valtteri Bottas | 141    | 0   |
| 4   | Lando Norris    | 132    | 0   |
| 5   | Sergio Pérez    | 118    | 0   |

| Pos | Construtor            | Pontos | Var |
| --- | --------------------- | ------ | --- |
| 1   | Mercedes              | 362.5  | 0   |
| 2   | Red Bull Racing-Honda | 344.5  | 0   |
| 3   | McLaren-Mercedes      | 215    | 1   |
| 4   | Ferrari               | 201.5  | 1   |
| 5   | Alpine-Renault        | 95     | 0   |